# Большая Тихая (село)
Больша́я Ти́хая — село в Солонешенском районе Алтайского края. Входит в состав Карповского сельсовета.

## История
Село образовано как ферма совхоза «Карповский».

## Население
| 1997 | 1998 | 1999 | 2000 | 2001 | 2002 |
| ---- | ---- | ---- | ---- | ---- | ---- |
| 223  | ↘221 | ↘219 | ↘214 | ↘207 | ↘193 |
| 2003 | 2004 | 2005 | 2006 | 2007 | 2008 |
| ↘166 | ↗177 | ↘164 | →164 | ↘158 | ↘154 |
| 2009 | 2010 | 2011 | 2012 | 2013 |      |
| ↘140 | ↘133 | →133 | ↘123 | ↘108 |      |

### Национальный состав
Согласно результатам переписи 2002 года, в национальной структуре населения русские составляли 95 %.